# Contres (Loir y Cher)
Contres era una comuna francesa que estaba situada en el departamento de Loir y Cher, de la región de Centro-Valle del Loira que el 1 de enero de 2019 pasó a formar parte de la comuna nueva de Le Controis-en-Sologne como comuna delegada.

## Historia

### Antigüedad
El yacimiento tuvo ocupación prehistórica, con restos de dos necrópolis y algunos restos agrícolas datados de la Edad del Bronce.

### Renacimiento y Antiguo Régimen
En 1505 se firmó un tratado en Contres entre Luis XII y Felipe de Austria.

### Después de la Revolución
En 1899 se inauguró la línea ferroviaria de Blois a Saint-Aignan-sur-Cher. La estación de Contres se ubicaba entonces entre las estaciones de Fresnes y Sassay-Oisly. En 1904 , la línea, entonces gestionada por la Compañía de Ferrocarriles de París a Orleans (PO), fue transferida a la Compañía de Tranvías de Vapor de Loir-et-Cher para formar una línea departamental entre Blois-Viena y Saint-Aignan.
En 1919, la comuna también contaba con una línea de tranvía eléctrico desde Loir-et-Cher que unía Les Montils con Selles-sur-Cher. Su estación se ubicaba entonces entre las de Les Montils y Fougères-sur-Bièvre.
Los dos servicios de tranvía de Loir y Cher cesaron su actividad en 1934.

## Demografía
| Gráfica de evolución demográfica de Contres entre 1800 y 2016 |
|                                                               |

Los datos demográficos contemplados en este gráfico de la comuna de Contres se han cogido de 1800 a 1999 de la página francesa EHESS/Cassini, y los demás datos de la página del INSEE.